# Naxos-Marmor

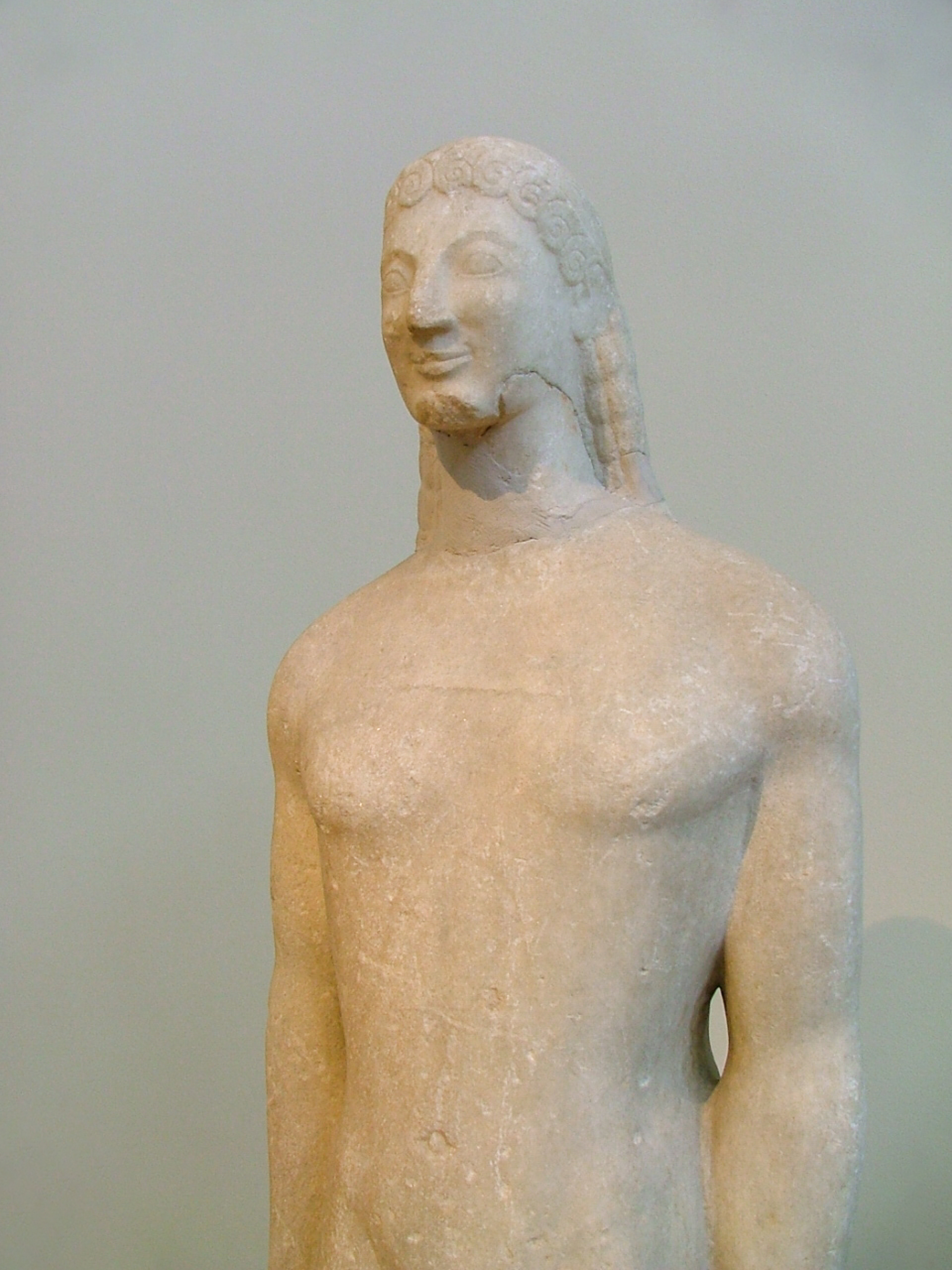
Statue eines Kouros aus Naxos-Marmor in Alt-Thera gefunden (ausgestellt im Archäologischen Nationalmuseum Athen)

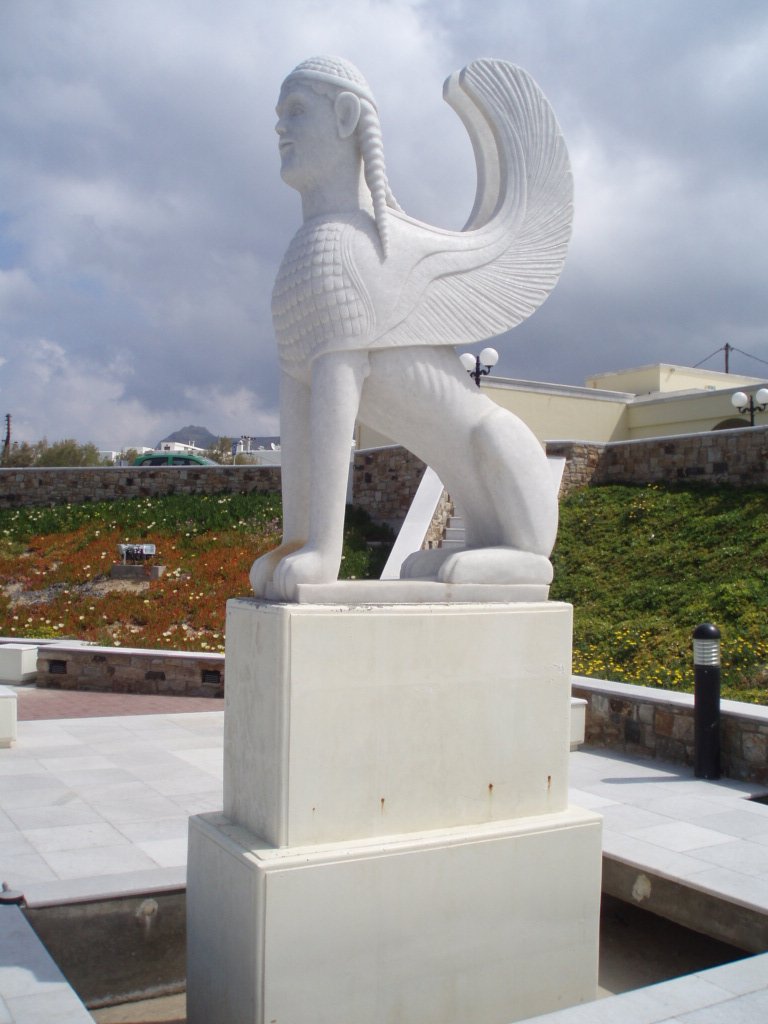
Moderne Sphinx-Plastik vor der Gemeindeverwaltung von Naxos-Stadt

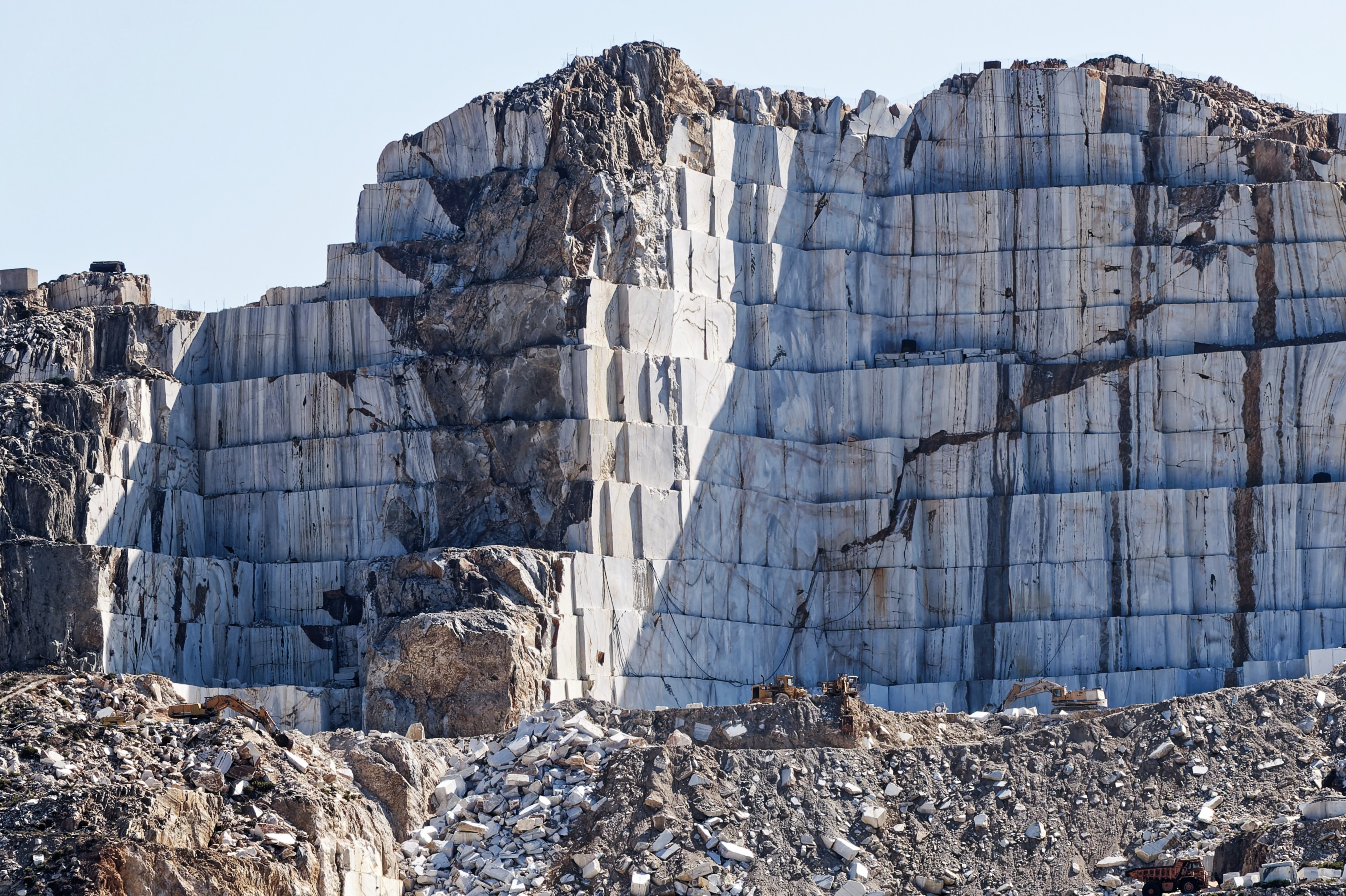
Ein moderner Steinbruch des Naxos-Marmors bei Kinidaros und Moni

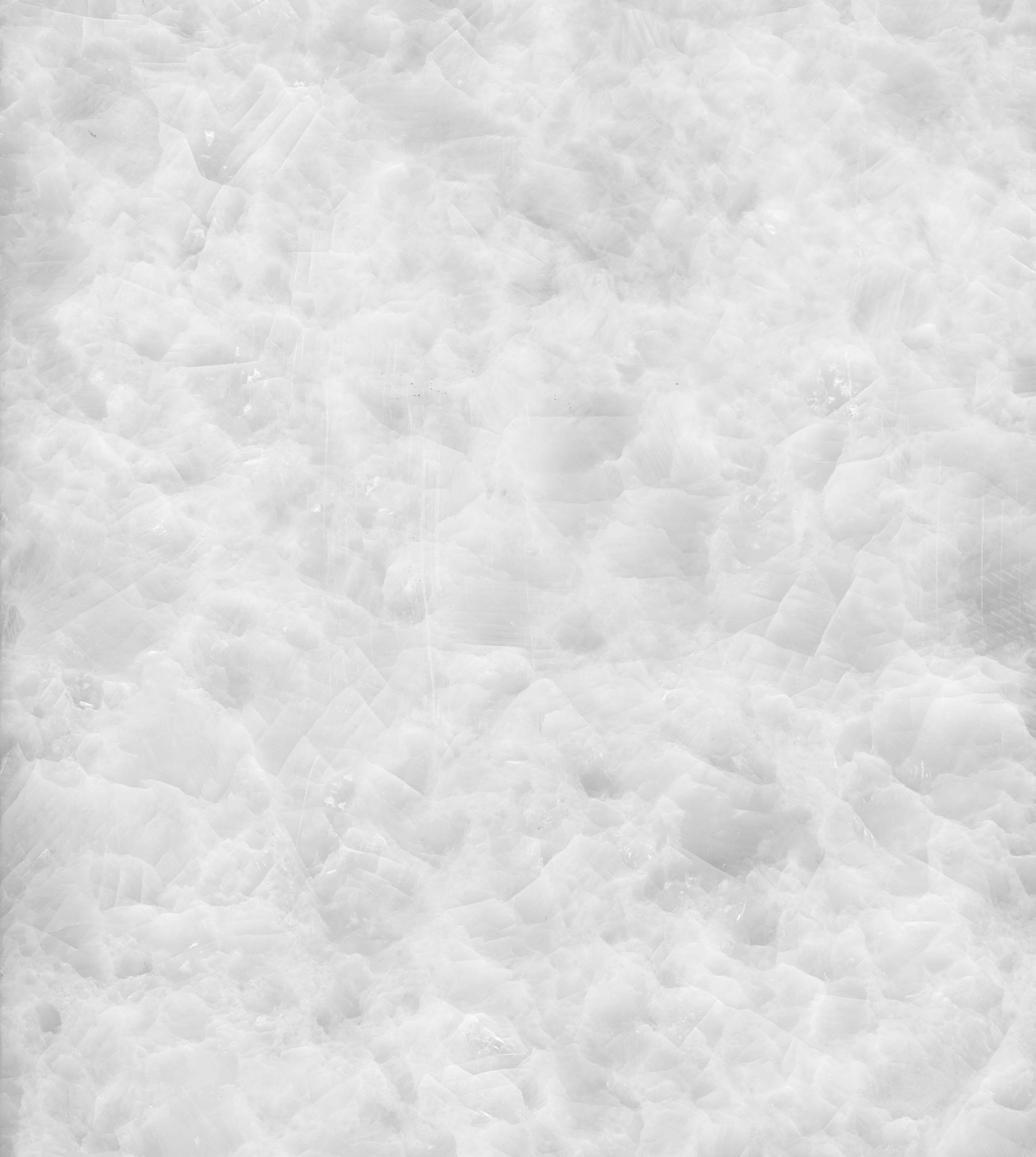
Muster des grobkörnigen hellgrauen bis bläulich wirkenden Naxos-Marmors vom Typ „Alexander“ aus Kinidaros

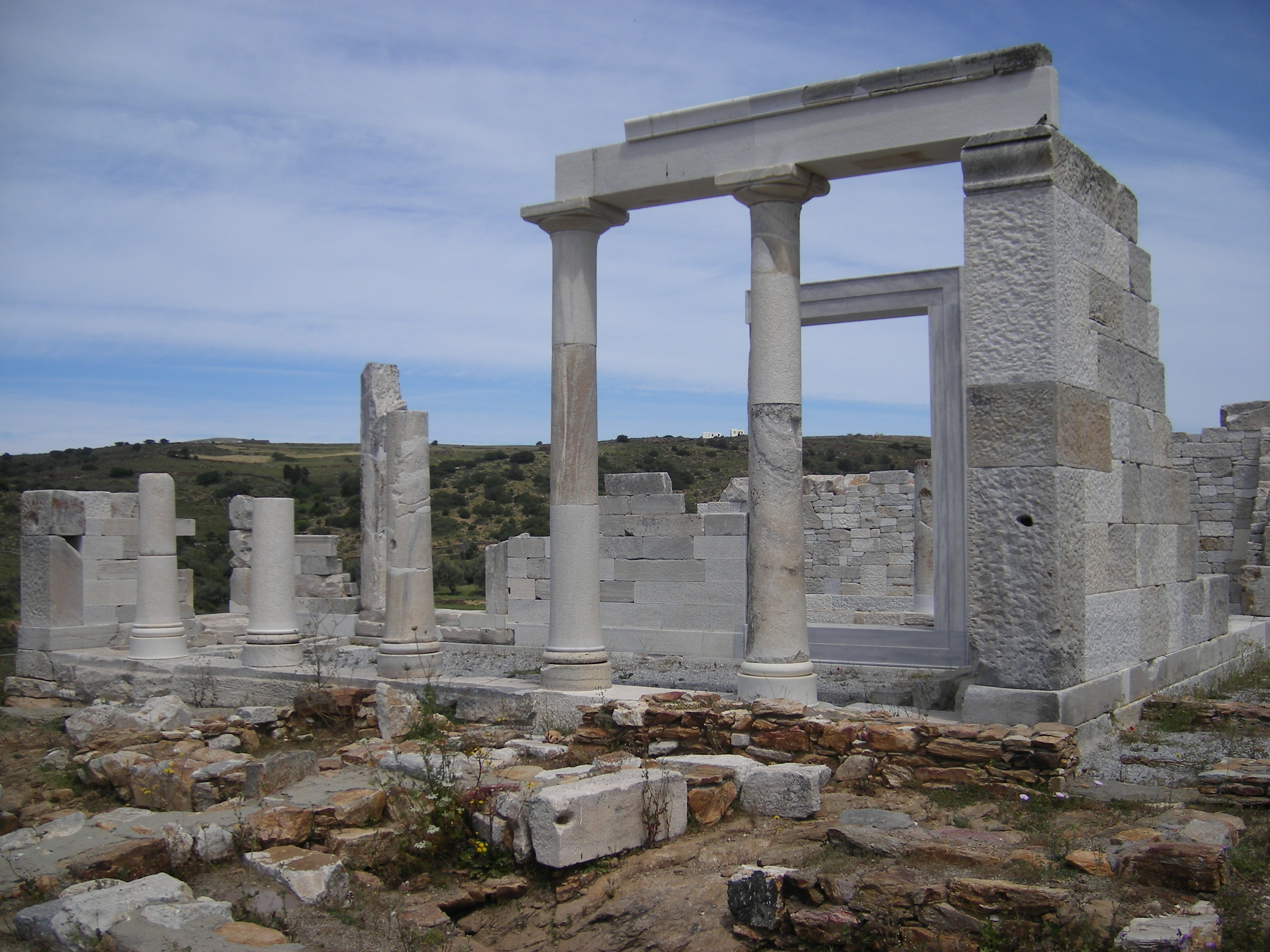
Demeter-Tempel von Sangri auf Naxos

Der Naxos-Marmor oder naxische Marmor (Handelsnamen: Marmor Alexander) ist ein grobkristalliner, weißer Marmor, der zu Werksteinzwecken auf der griechischen Kykladeninsel Naxos gewonnen wird. Er zählt zu den für die griechische Antike bedeutsamen Marmoren. Bis in die Neuzeit (2014) wird Marmor auf der Insel abgebaut.

## Entstehung, Mineralogie, Eigenschaften
Seine Entstehung verdankt der Marmor metamorphen Vorgängen hohen Grades in einer Kontaktzone mit domartigen Aufwölbungen von Migmatiten. Sie sind zwischen diesen Gesteinen eingeschaltet und haben bei den antiken Brüchen eine Mächtigkeit von wenigen bis 30 Metern. Die Schichten streichen in Richtung Nordost.
Der gewonnene weiße Naxos-Marmor besteht zu über 98 Prozent aus Calcit. Akzessorische Begleitminerale sind Dolomit und Silikate sowie Spuren von Graphit und Pyrit. Die Calcitkristalle liegen regellos vor und sind meist durchsichtig. Diese Transparenz erzeugt beim Betrachten eine Tiefenwirkung im Gestein und ist die Ursache für einen blaugrauen Schimmer im eigentlich weißen Marmor, der je nach Lichteinfall unterschiedlich wahrgenommen werden kann. Er führt bis zu 15 Millimeter große Kristalle und ist damit einer der grobkörnigsten Marmor der Erde. Nach Einschätzung von Raymond Perrier besitzt er eine Beständigkeit gegen Frost und andere Witterungseinwirkungen.
Andere Teile der Lagerstätten haben eine graue Farbe und sind deutlich gestreift, was auf einen höheren Anteil von Fremdbestandteilen schließen lässt. Zu diesem Bereich gehört auch die unfertige Statue des Kouros von Apollonas in einem Steinbruch bei Apollonas am Nordende der Insel.
In manchen Bereichen des Gesteins sind in den Calcitkristallen des Gesteins graue, schwarze und farbige Mineralkörner in mikroskopischer Größe eingesprengt, so dass die sonst wasserhellen Calcitkristalle getrübt werden. Minimale organische Verunreinigungen sind die Ursache für den bituminösen minimalen Geruch beim handwerklichen Bearbeiten des Marmors, der danach nicht mehr festzustellen ist. Die einzelnen Kristalle besitzen einen Durchmesser von 5 Millimetern und größer.

## Steinbrüche
Antike Marmorsteinbrüche befinden sich am Berg Agios Ioannis im Nordbereich von Naxos und bei Apollonas sowie im Zentralbereich bei Melanes. In den Steinbrüchen finden sich auch einige unfertige antike Stücke wie der Kouros von Apollonas oder die beiden Kouroi von Flerio. Die modernen Gewinnungsstellen liegen bei dem Dorf Kinidaros im zentralen Teil der Insel.

## Geschichte
Die Verwendung dieses Marmors ist seit der griechischen Antike nachgewiesen. Er gehört zu den frühesten genutzten Sorten der Inselmarmore.
Der naxische Marmor gehört zu den grobkörnigsten Marmoren, die in der Antike verarbeitet wurden.
Schon Richard Lepsius vermutete auf Naxos die Herkunft jener antiken Marmordachziegel, die er in Olympia und auf der Athener Akropolis untersuchte, was die nachfolgende Forschung bestätigte.
In römischer Zeit spielte der naxische Marmor keine Rolle mehr, Plinius erwähnt ihn nicht einmal.

## Verwendung und Gestaltungen
Der naxische Marmor ist ein Bildhauer- und Dekorationsgestein. Er wird für Plastiken und Innenraumgestaltungen eingesetzt. Im mediterranen Bereich findet er auch im Außenbereich Verwendung. Während des Gewinnungsprozesses wird auf frühe Auswahl weißer Volumina geachtet. Dieser Sortierungsaufwand hat direkte Auswirkungen auf den Preis der verkauften Rohmaterialien und Fertigprodukte. Verwendet wird er auf der Insel als Baumaterial für Fenster- und Türportale sowie für Möbeleinlagen und kunstgewerbliche Gegenstände; Abraum als Schotter und zum Straßenbau.
Auf der Insel befinden sich zahlreiche einfache und künstlerische Verwendungsbeispiele. Dazu zählen eine moderne Sphinx-Statue vor der Stadtverwaltung in der Stadt Naxos, die Reste des Demeter-Tempels bei Sangri, die Portara – das Wahrzeichen von Naxos – oder viele Mauern in den Ortschaften.